# Tutanekai (cràter)
Tutanekai és un cràter de l'asteroide del tipus Amor (433) Eros, situat amb el sistema de coordenades planetocèntriques a 56.4 ° de latitud nord i 3.3 ° de longitud est. Fa un diàmetre de 2.1 km. El nom va ser fet oficial per la UAI l'any 2003 i fa referència a Tutanekai, heroi maori, estimat de la jove donzella Hinemoa que va nedar pel llac Rotorua per casar-se amb ell.